# Nils Berkemeyer
Nils Berkemeyer (* 16. Juli 1975 in Dortmund) ist ein deutscher Pädagoge und Hochschullehrer.

## Leben
Von 2002 bis 2005 war er wissenschaftlicher Mitarbeiter am Institut für Schulentwicklungsforschung der Technischen Universität Dortmund im Arbeitsbereich von Hans-Günter Rolff. Nach der Promotion 2009 zum Dr. phil. im Fachbereich Erziehungswissenschaft und Soziologie der TU Dortmund war er 2009 bis 2010 Akademischer Rat auf Zeit am Institut für Schulentwicklungsforschung (Assistent im Arbeitsbereich Wilfried Bos). Nach der Habilitation 2012 im Fachbereich Erziehungswissenschaft und Soziologie der TU Dortmund ist er seit 2012 Inhaber des Lehrstuhls für Schulpädagogik und Schulentwicklung (jetzt: Schulsystementwicklung) an der Friedrich-Schiller-Universität Jena.

## Schriften (Auswahl)
- Die Steuerung des Schulsystems. Theoretische und praktische Explorationen. VS, Verlag für Sozialwissenschaften, Wiesbaden 2010, ISBN 978-3-531-17052-7.
- mit Anja Jungermann und Hanna Pfänder: Schulische Vernetzung in der Praxis. Wie Schulen Unterricht gemeinsam entwickeln können. Waxmann, Münster 2018, ISBN 3-8309-3833-0.
- mit Lisa Mende: Bildungswissenschaftliche Handlungsfelder des Lehrkräfteberufs. Eine Einführung. Waxmann, Münster 2018, ISBN 3-8252-5053-9.
- mit Sebastian Meißner, Sascha Roth und Ina Semper: Anti-Stress-Box für Lehrerinnen und Lehrer. Beltz, Weinheim 2019.